# Keith Morgan
Keith Laurence Morgan (Calgary, 12 de noviembre de 1973) es un deportista canadiense que compitió en judo.
Ganó cuatro medallas en los Juegos Panamericanos entre los años 1995 y 2007, y cinco medallas en el Campeonato Panamericano de Judo entre los años 2000 y 2008.

## Palmarés internacional
| Juegos Panamericanos    | Juegos Panamericanos            | Juegos Panamericanos | Juegos Panamericanos |
| Año                     | Lugar                           | Medalla              | Categoría            |
| ----------------------- | ------------------------------- | -------------------- | -------------------- |
| 1995                    | Mar del Plata (Argentina)       | Medalla de oro       | –95 kg               |
| 1999                    | Winnipeg (Canadá)               | Medalla de bronce    | –90 kg               |
| 2003                    | Santo Domingo (Rep. Dominicana) | Medalla de plata     | –90 kg               |
| 2007                    | Río de Janeiro (Brasil)         | Medalla de plata     | –100 kg              |
| Campeonato Panamericano |                                 |                      |                      |
| Año                     | Lugar                           | Medalla              | Categoría            |
| 2000                    | Orlando (Estados Unidos)        | Medalla de oro       | –90 kg               |
| 2001                    | Córdoba (Argentina)             | Medalla de bronce    | –90 kg               |
| 2003                    | Salvador (Brasil)               | Medalla de plata     | –90 kg               |
| 2007                    | Montreal (Canadá)               | Medalla de bronce    | –100 kg              |
| 2008                    | Miami (Estados Unidos)          | Medalla de oro       | –100 kg              |